# 16267 Mcdermott
16267 Mcdermott è un asteroide della fascia principale. Scoperto nel 2000, presenta un'orbita caratterizzata da un semiasse maggiore pari a 3,0012359 UA e da un'eccentricità di 0,0561207, inclinata di 2,55490° rispetto all'eclittica.